# Glenn Hansen
Glenn R. Hansen (Devils Lake, Dakota del Norte, 21 de abril de 1955) es un exjugador de baloncesto estadounidense que jugó durante tres temporadas en la NBA. Con 1,93 metros de estatura, lo hacía en la posición de escolta.

## Trayectoria deportiva

### Universidad
Jugó sus dos primeras temporadas como universitario con los con los Aggies de la Universidad Estatal de Utah, siendo transferido en 1972 a los Tigers de la Universidad Estatal de Louisiana, quedándose un alo sin jugar debido a la normativa de la NCAA. En total promedió 18,2 puntos y 8,2 rebotes por partido. Ocupa el puesto 36 de máximos anotadores de los Tigers, a pesar de haber jugado sólo dos temporadas, con 1.027 puntos (20,5 por partido). En ambas campañas fue elegido en el mejor quinteto de la Southeastern Conference.

### Profesional
Fue elegido en la trigésimo primera posición del Draft de la NBA de 1975 por Kansas City Kings, y también por Memphis Sounds en la cuarta ronda del draft de la ABA, fichando por los primeros. Jugó dos temporadas con los Kings, y si bien en la primera tuvo una actuación destacada como suplente, consiguiendo 6,5 puntos y 2,8 rebotes por partido, en la segunda desapareció de los planes de su entrenador, Phil Johnson, participando sólo en la mitad de los partidos, y menos de 10 minutos en cada uno de ellos.
Antes del comienzo de la temporada 1977-78 fichó como agente libre por Utah Jazz, pero no llegó a debutar con el equipo, ya que fue poco después traspasado a Chicago Bulls a cambio de una futura cuarta ronda del draft. En los Bulls apenas jugó cuatro minutos, repartidos en dos encuentros, antes de ser despedido. Fichó entonces un contrato de diez días por su antiguo equipo, los Kings, pero corrió la misma suerte, ya que tras tres encuentros sin anotar un solo punto, fue despedido, retirándose definitivamente del baloncesto.

## Estadísticas de su carrera en la NBA

### Temporada regular
| Temporada | Edad | Equipo      | Liga | P   | TIT | MIN  | TC  | TCA | %TC  | 3P | 3PA | %3P | TL  | TLA | %TL  | R.OF. | R.DEF. | REB | ASIS | ROB | TAP | PER | FP  | PTS |
| 1975-76   | 23   | Kansas City | NBA  | 66  |     | 17.3 | 2.6 | 6.4 | .412 |    |     |     | 1.3 | 1.8 | .726 | 1.2   | 1.7    | 2.8 | 1.0  | 0.7 | 0.2 |     | 2.2 | 6.5 |
| 1976-77   | 24   | Kansas City | NBA  | 41  |     | 7.0  | 1.6 | 3.8 | .432 |    |     |     | 0.6 | 0.8 | .719 | 0.7   | 0.8    | 1.4 | 0.6  | 0.3 | 0.1 |     | 1.1 | 3.8 |
| 1977-78   | 25   | TOTAL       | NBA  | 5   |     | 2.6  | 0.0 | 1.4 | .000 |    |     |     | 0.0 | 0.0 |      | 0.2   | 0.0    | 0.2 | 0.2  | 0.2 | 0.0 | 0.2 | 0.6 | 0.0 |
| 1977-78   | 25   | Chicago     | NBA  | 2   |     | 2.0  | 0.0 | 1.0 | .000 |    |     |     | 0.0 | 0.0 |      | 0.0   | 0.0    | 0.0 | 0.0  | 0.0 | 0.0 | 0.5 | 0.0 | 0.0 |
| 1977-78   | 25   | Kansas City | NBA  | 3   |     | 3.0  | 0.0 | 1.7 | .000 |    |     |     | 0.0 | 0.0 |      | 0.3   | 0.0    | 0.3 | 0.3  | 0.3 | 0.0 | 0.0 | 1.0 | 0.0 |
| Total     |      |             | NBA  | 112 |     | 12.9 | 2.1 | 5.2 | .412 |    |     |     | 1.0 | 1.3 | .725 | 0.9   | 1.3    | 2.2 | 0.8  | 0.5 | 0.1 | 0.2 | 1.7 | 5.3 |